# Moodboard
Et moodboard (en 'stemnings- el. inspirationstavle') er en sammenstillen, en slags collage af forskelligt materiale – fx billeder, tekster, farver, materialeprøver, genstande – med det formål på en enkel og oversigtlig måde at formidle en stemning eller et indtryk af en situation, en stil eller epoke til inspiration for en gruppe mennesker der eventuelt skal arbejde videre på området.

## Galleri
| - Forskellige moodboards |